# Carlos Grossmüller
Carlos Javier Grossmüller (ur. 4 maja 1983 w Montevideo) – urugwajski piłkarz grający na pozycji pomocnika.

## Kariera klubowa
Karierę piłkarską Grossmüller rozpoczął w klubie Ombu. W 1996 roku trafił do grającego w Primera División Uruguaya klubu Danubio FC. Po ośmiu latach gry w tym klubie został wypożyczony do CA Fénix. W barwach tego zespołu Grossmüller rozegrał sześć spotkań. Po powrocie do Danubio, Grossmüller stał się już podstawowym zawodnikiem tego zespołu. Przez dziewięć lat gry w tym klubie Grossmüller rozegrał 90 spotkań i strzelił 21 goli.
W 2007 roku Grossmüller trafił do Schalke 04 Gelsenkirchen, klubu grającego w niemieckiej Bundeslidze. W tym klubie Grossmüller nie zrobił kariery, mimo że bramka zdobyta w meczu z Werderem Brema została uznana przez niemiecką telewizję jako „Gol miesiąca”. Dwa lata później piłkarz powrócił do swojego pierwszego klubu, Danubio. Tam odbudował swoją dawną formę i w 23 spotkaniach ligowych strzelił 5 goli. Po powrocie do Niemiec, Grossmüller miał niewielkie szanse na grę w pierwszym składzie i rozwiązał kontrakt z Schalke. W Niemczech Grossmüller rozegrał 13 spotkań i zdobył jedną bramkę.
Od 2010 roku Grossmüller jest piłkarzem włoskiego US Lecce.

## Kariera reprezentacyjna
W reprezentacji Urugwaju Grossmüller zadebiutował w 2003 roku w meczu z Meksykiem. Dotychczas Grossmüller rozegrał w kadrze 4 spotkania i nie strzelił gola.